# Храм на Виктория
Вижте пояснителната страница за други значения на Виктория.
Храмът на Виктория (на латински: Templum Victoriae) е древен храм на богинята Виктория в град Рим, от който днес са запазени само следи от основите.
Той е разположен на хълма Палатин и е осветен през 294 година пр.н.е. от консула Луций Постумий Мегел. В храма се съхраняват военните трофеи, донесени в Рим от войските след победни походи. Те са ограбени от вандалите при превземането на Рим през 455 година. Те свалят и златния обков на покрива на храма и впоследствие той се разрушава.